# Xã Pleasant, Quận Brown, Ohio
Xã Pleasant (tiếng Anh: Pleasant Township) là một xã thuộc quận Brown, tiểu bang Ohio, Hoa Kỳ. Năm 2010, dân số của xã này là 5.745 người.